# Бараник Михайло
Миха́йло Васильович Бара́ник (25 лютого 1888, с. Кобиловолоки, нині Теребовлянська міська громада, Тернопільська область — 4 вересня 1961, м. Львів) — український педагог та громадсько-освітній діяч.

## Життєпис

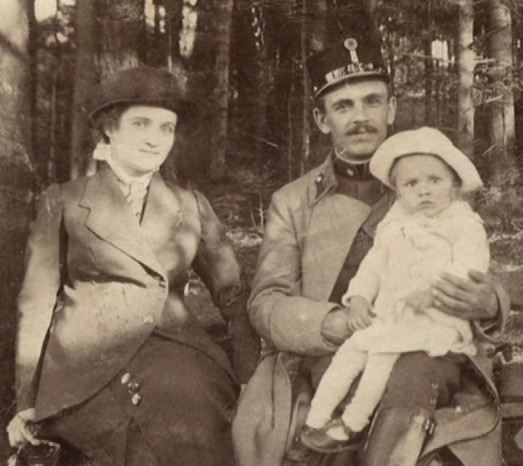
Михайло Бараник з дружиною Мариною Купчинською та донькою Лідією, Відень. 1918 р.

Михайло Бараник народився 25 лютого 1888 року в селі Кобиловолоках, нині Теребовлянського району Тернопільської області України.

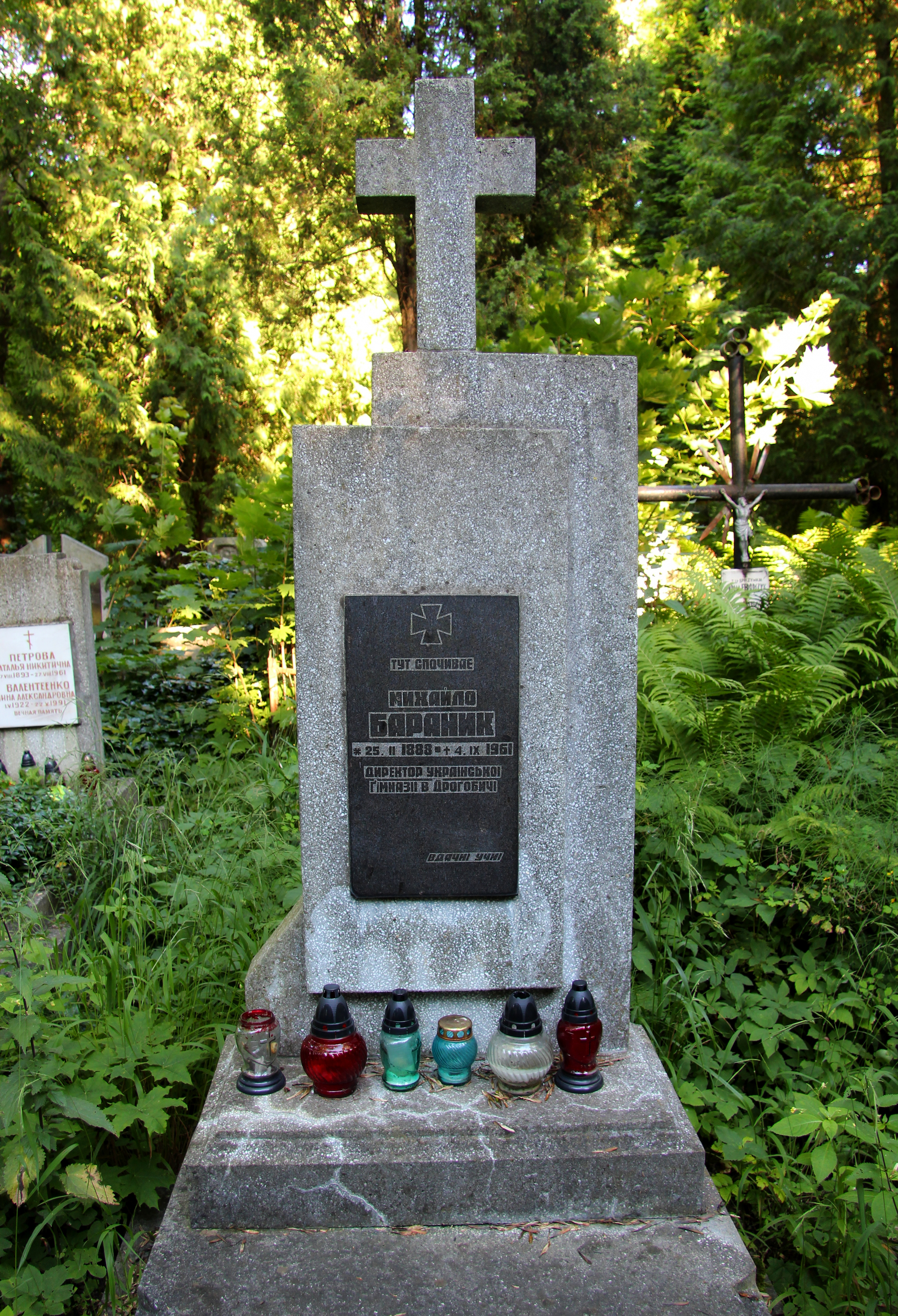
Надгробок Михайла Бараника на Личаківському цвинтарі

Навчався в гімназіях Львова та Тернополя, закінчив Львівський університет.
Викладав у гімназії в Кракові (Польща).
Від 1918 — сотник УГА.
Директор, професор гімназій у Городенці (1924—1927) та Коломиї (1927—1931) на Станиславівщині (нині Івано-Франківська область). У 1931-1939, 1941-1944 роках — директор, професор Дрогобицької української гімназії імені Івана Франка.
Під час німецько-нацистської окупації видавав у Львові тижневик «Вільне слово». 1944 року органи НКДБ заарештували Бараника і ув'язнили у ВТТ
До Львова повернувся 1954-го, де й помер 4 вересня 1961. Похований на 84-у полі Личаківського цвинтаря. Вдячні гімназисти в 1992 році поставили пам'ятник на могилі свого директора.